# 진두항 (거제시)
진두항(津頭港)은 경상남도 거제시 사등면 창호리, 가조도에 있는 어항이다. 2003년 2월 3일 어촌정주어항으로 지정하여 관리하고 있다. 시설관리자는 거제시장이다.

## 어항 연혁
- 창외의 진두에 나루터가 있으니 나루곶 또는 진두(津頭)라 한다.(나루곶이 마을)

## 어항 구역
- 수역: 미지정(거제시 사등면 창호리 2057-1번지 수역)
- 육역: 미지정

## 어항 시설
- 선착장

## 주요 어종
- 미더덕, 홍합, 도다리, 노래미, 멸치